# Trans-Siberian Orchestra

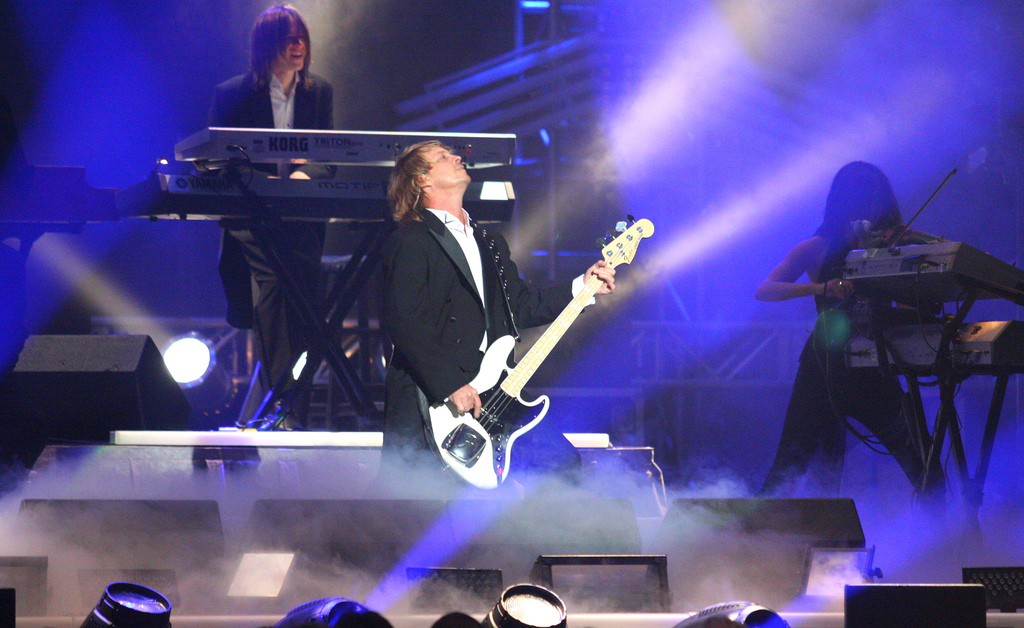
Concert van het Trans-Siberian Orchestra in november 2007.

Het Trans-Siberian Orchestra (vaak aangeduid als TSO) is een orkest dat progressieve rock maakt. Het is opgericht in 1996 in New York door Paul O'Neill, in samenwerking met Robert Kinkel en zanger Jon Oliva van de bands Jon Oliva's Pain en Savatage.

## Ontstaan van het orkest
O'Neill was producer van rockbands als Aerosmith, Humble Pie en Scorpions, en later begon hij met het schrijven en produceren voor Savatage, waar hij Kinkel en Oliva leerde kennen. Het concept om kerstliedjes te spelen in de stijl van een rockopera werd niet goed ontvangen door de platenmaatschappijen, maar werd snel een succes bij jong en oud.

## Samenstelling
Tijdens opnames in de studio gebruikt het Trans-Siberian Orchestra een 60-koppig orkest en een koor. Tijdens de tournees bestaat de band uit 14 muzikanten, 14 zangers en twee vertellers.

## Albums en optredens
Het debuutalbum Christmas Eve And Other Stories kwam in 1996 uit en dat is tot nu toe ook het bestverkochte album. Het album The Christmas Attic uit 1998 was een gelijksoortig conceptalbum met een kerstthema. In 2000 kwam hun eerste (en tot nu toe enige) niet-kerstmis-album Beethoven's Last Night uit. Het is een fantasie over Ludwig van Beethovens laatste nacht op aarde, waarin hij Fate (het lot) en haar zoon Twist ontmoet, alsmede Mephistopheles.
Na enkele jaren op tournee te zijn geweest, ging de band terug naar de studio om in 2004 The Lost Christmas Eve op te nemen, geproduceerd door Paul O'Neill. Op dit album staat het symfonische metalnummer Queen of the Winter Night uit, een bewerking van de aria Der Hölle Rache kocht in meinem Herzen, die door de Koningin van de Nacht wordt gezongen in Mozarts opera Die Zauberflöte.
De tournee in 2005 bracht meer dan 21 miljoen dollar op, wat de band een 21e plaats geeft op de lijst van meest succesvolle tournees van 2005.
Op 27 oktober 2009 kwam het album Night Castle uit, dat eigenlijk in 2007 zou uitkomen, maar door perfectionisme van het orkest was vertraagd.
Het album bevat onder meer de bewerking van het middeleeuwse gedicht O Fortuna uit Carl Orff's Carmina Burana.
BIj liveshows gebruikt Trans-Siberian Orchestra gebruik van pyrotechniek, lasers en lichteffecten, synchroon met de muziek.
Op 18 januari 2014 gaf TSO een concert in Nederland, in de Heineken Music Hall te Amsterdam.
Het Trans-Siberian Orchestra tourde in 2015 als een grote band met Savatage, waarvan de leden al lange tijd niet meer samen hadden opgetreden. Deze combinatie kwam met name tot stand door Jon Oliva. Veel muzikanten rondom Jon Oliva spelen live en/of op albums van TSO.
Op 5 april 2017 overleed Paul O'Neill op 61-jarige leeftijd.
In 2023 geeft het orkest nog regelmatig optredens, vooral rondom kerst, maar ook ander periodes. De artiesten zijn deels dezelfde als op de albums, maar er treden soms ook echte artiesten uit de klassieke hoek op. Christopher (Criss) Caffery, van Savatage, is gitarist bij TSO.

## Discografie
- Christmas Eve And Other Stories (1996)
- The Christmas Attic (1998)
- Beethoven's Last Night (2000)
- The Lost Christmas Eve (2004)
- Night Castle (27-10-2009)
- Tales Of Winter: Selections From The TSO Rock Operas (11-10-2013)
- Letters from the Labyrinth (13-11-2015)

Hiernaast is in 2001 de dvd The Ghosts Of Christmas Eve uitgebracht en in 2004 een verzamelbox Christmas Trilogy die alle kerst-cd’s en de dvd bevat.